# 老教堂广场

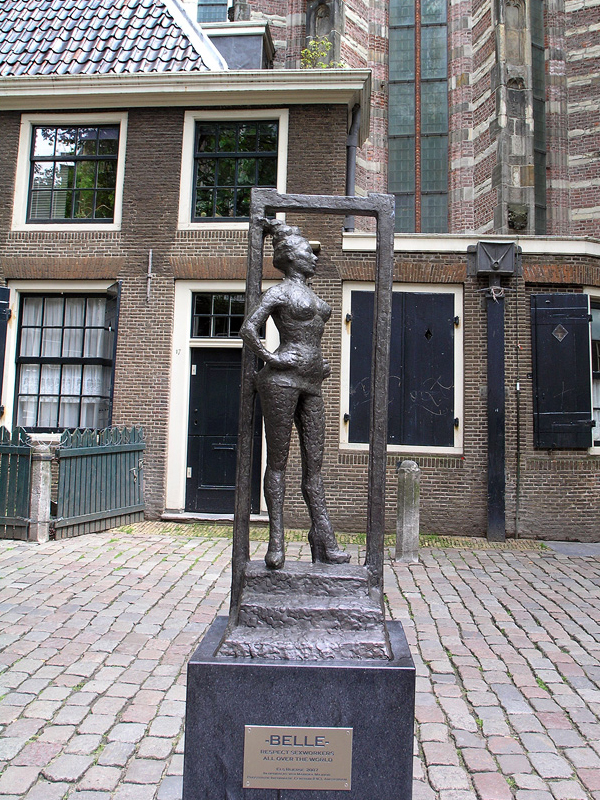
"Belle" 雕塑

老教堂广场（Oudekerksplein）是阿姆斯特丹市中心的一个广场，得名于广场上的14世纪教堂老教堂。
老教堂广场位于德瓦伦红灯区的中心，广场周围有35个窗户后面有妓女提供服务。市政府试图减少广场上妓女的数量，将广场上的妓院迁走，改为餐馆、商店、艺术工作室。
2007年，广场上树立了妓女雕塑"Belle"，“向全世界的性工作者致敬”。

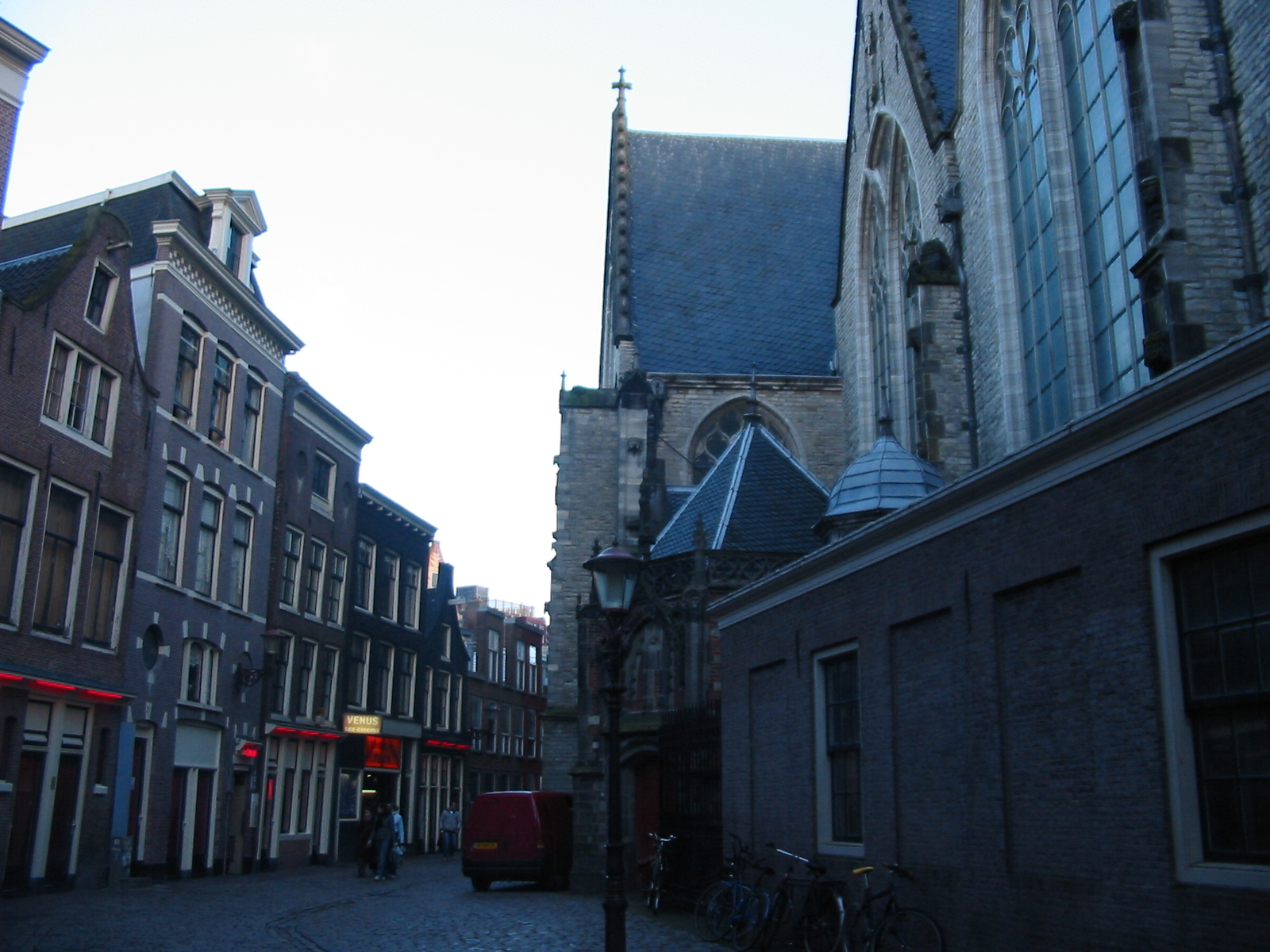
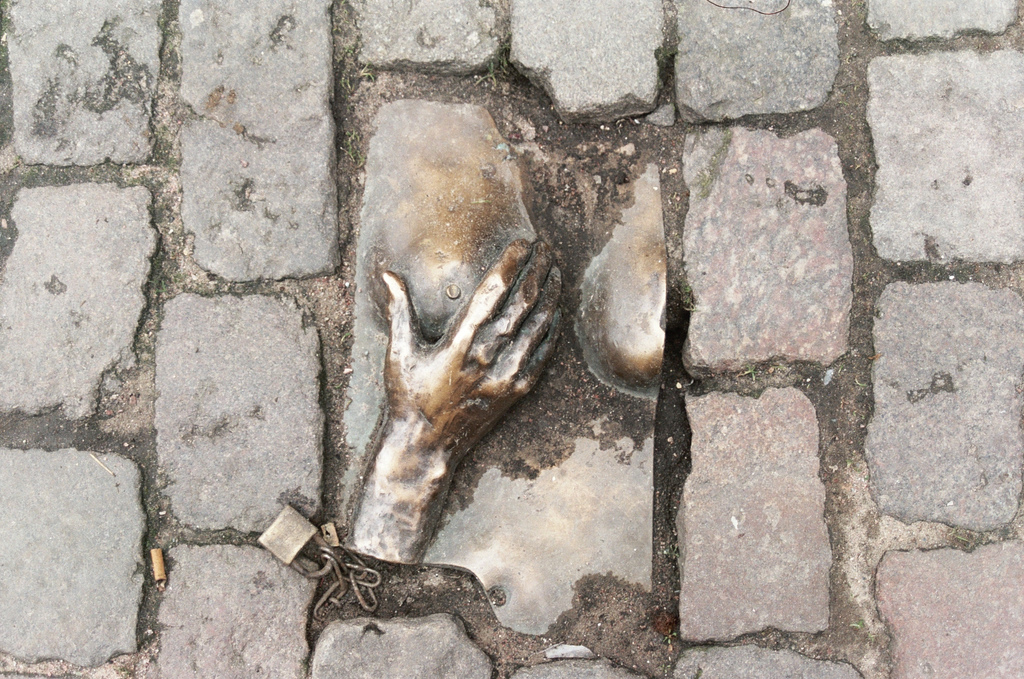
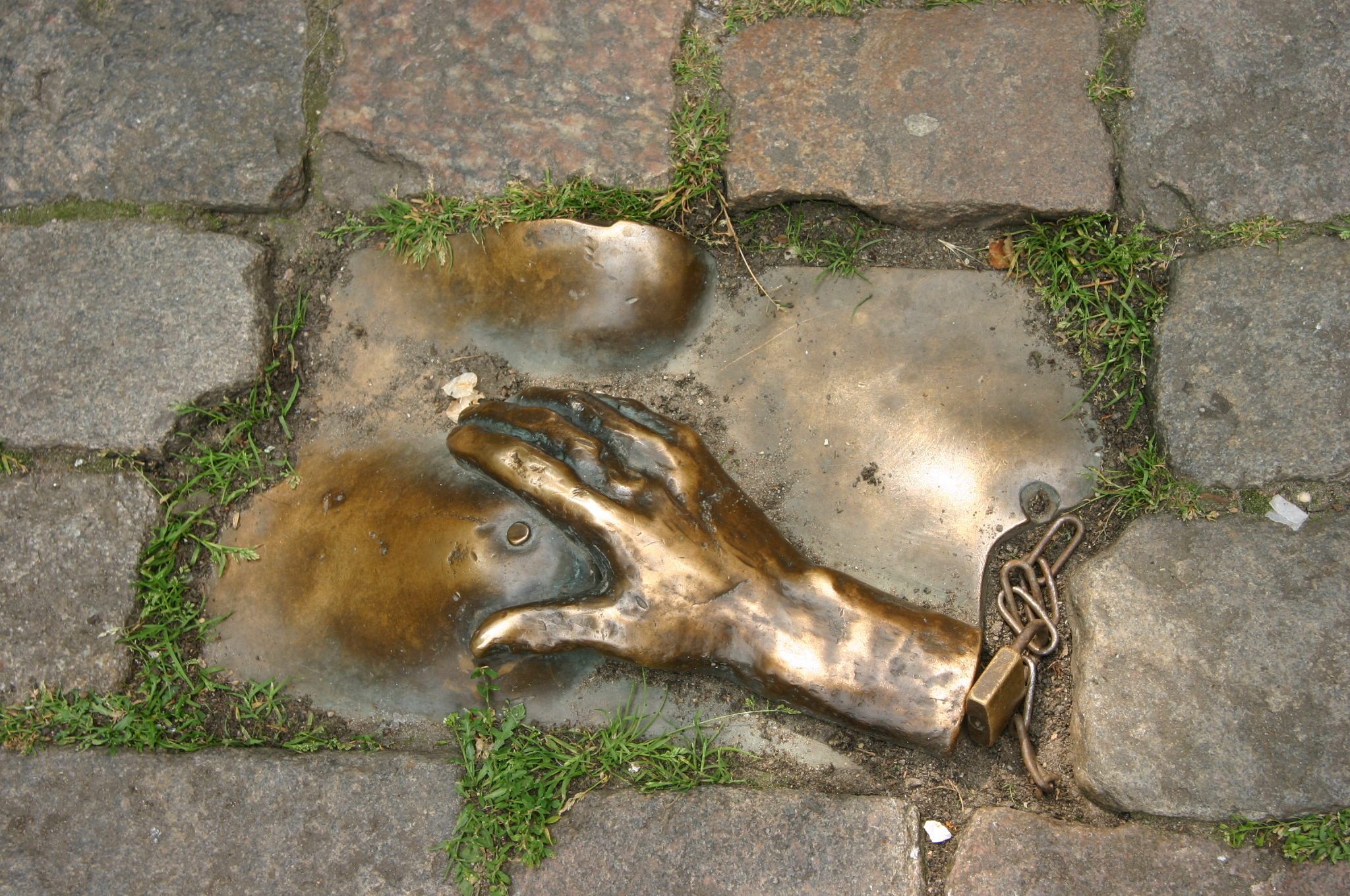